# Esther Phillips
Esther Phillips, rodným jménem Esther Mae Jones, (23. prosince 1935 Galveston – 7. srpna 1984 Carson) byla americká zpěvačka.
Již od dětství zpívala v kostele. V roce 1949 vyhrála v klubu, jehož vlastníkem byl zpěvák Johnny Otis, talentovou soutěž. Svůj první singl vydala za pomoci Otise již ve svých čtrnácti letech. Později vydala řadu dalších singlů, stejně jako velké množství alb. Zemřela ve věku 48 let na selhání jater a ledvin v důsledku dlouhodobého užívání drog.